# باغ شاه (كاشان)
باغ شاه هي قرية في مقاطعة كاشان، إيران. يقدر عدد سكانها بـ 16 نسمة بحسب إحصاء 2016.